# 7197 Pieroangela
A 7197 Pieroangela (ideiglenes jelöléssel 1994 BH) a Naprendszer kisbolygóövében található aszteroida. Andrea Boattini és Maura Tombelli fedezte fel 1994. január 16-án.